# Le Pacte (film, 1910)
Pour les articles homonymes, voir Le Pacte.
Le Pacte est un court-métrage muet réalisé par Émile Boucher en 1910, avec Max Linder.

## Synopsis
Max aime Catherine, mais le père de celle-ci préfère la marier à un banquier. Max essaye de se suicider sans en avoir le courage. Sa rencontre avec un apache lui donne une idée. Il lui donne 500 francs avec comme contrepartie de le tuer avant minuit. Dans l'intervalle, Max reçoit une lettre lui annonçant qu'il a hérité. Il pourra donc épouser celle qu'il aime.

## Fiche technique
- Réalisation : Émile Boucher
- Scénario : Max Linder, Émile Boucher
- Production : Pathé Frères
- Métrage : 165 m
- Date de sortie : 
  - France - 13 mars 1910

## Distribution
- Max Linder : Max